# Waminoa litus
Waminoa litus är en plattmaskart som beskrevs av Leigh Winsor 1990. Waminoa litus ingår i släktet Waminoa och familjen Convolutidae. Inga underarter finns listade i Catalogue of Life.